# Grentzingen
Pour l’article homonyme, voir Grentzingen (Luxembourg).
Grentzingen (en allemand Grenzingen) est une ancienne commune française située dans le département du Haut-Rhin, en région Grand Est.
Cette commune se trouve dans la région historique et culturelle d'Alsace et est devenue, le 1er janvier 2016, une commune déléguée de la commune nouvelle d'Illtal.

## Géographie
|         | Henflingen  | Willer     |
|         | Grentzingen | Ruederbach |
| Felbach | Riespach    | Oberdorf   |

## Histoire
La première mention du village apparaît, en 1243, dans un acte de donation à l'abbaye de Bellelay, dont l'un des témoins est un dénommé Walter, guerrier de Grentzingen.
Sous l'ancien régime, Grentzingen est administrée par un maire seigneurial et dépend du bailliage de Ferette. C'est le chef-lieu d'une "Meiertum" qui possède également les villages de Steinsoultz, Roppentzwiller, Waldighofen et Riespach. Toutefois, cette autorité n'est pas excluisive. Au début du XIVe siècle, le village est mentionné comme Grenzag, parmi une liste de propriétés autrichiennes situées en Haute-Alsace. L'évêque de Bâle, plusieurs seigneurs séculiers dont la famille Montjoie de Hirsingue possèdent des terres et des droits sur la commune. Au XVe siècle, le prieuré bénédictin de Saint-Morand y possède une cour domaniale.
En 1768, François Joseph Schultz, originaire de Brunstatt, est nommé curé de la paroisse et consacre l'église paroissiale le 11 novembre 1784. Il quitte les lieux en 1791, ayant refusé de prêter serment.
Entre 1798 et 1804, les villages de Grentzingen et de Ruederbach disposaient d'un minimum de 5 charpentiers. C'est de cette époque que datent la construction des maisons à colombages du village.

### Toponymie
- Grenzingen (1286), Grenzag (1303), Grentzingen (1793).

## Politique et administration
| Période                                  | Période   | Identité           | Étiquette | Qualité |
| ---------------------------------------- | --------- | ------------------ | --------- | ------- |
| avant 1981                               | mars 2008 | Martin Mecker      |           |         |
| mars 2008                                | mars 2020 | Jean-Claude Mengis |           |         |
| Les données manquantes sont à compléter. |           |                    |           |         |

## Démographie
L'évolution du nombre d'habitants est connue à travers les recensements de la population effectués dans la commune depuis 1793. À partir du 1er janvier 2009, les populations légales des communes sont publiées annuellement dans le cadre d'un recensement qui repose désormais sur une collecte d'information annuelle, concernant successivement tous les territoires communaux au cours d'une période de cinq ans. 
Pour les communes de moins de 10 000 habitants, une enquête de recensement portant sur toute la population est réalisée tous les cinq ans, les populations légales des années intermédiaires étant quant à elles estimées par interpolation ou extrapolation. Pour la commune, le premier recensement exhaustif entrant dans le cadre du nouveau dispositif a été réalisé en 2005,.
En 2013, la commune comptait 553 habitants, en évolution de +1,28 % par rapport à 2008 (Haut-Rhin : +1,54 %, France hors Mayotte : +2,49 %).
| 1793 | 1800 | 1806 | 1821 | 1831 | 1836 | 1841 | 1846 | 1851 |
| ---- | ---- | ---- | ---- | ---- | ---- | ---- | ---- | ---- |
| 550  | 583  | 567  | 596  | 716  | 715  | 655  | 710  | 682  |

| 1856 | 1861 | 1866 | 1871 | 1875 | 1880 | 1885 | 1890 | 1895 |
| ---- | ---- | ---- | ---- | ---- | ---- | ---- | ---- | ---- |
| 622  | 636  | 647  | 618  | 580  | 548  | 525  | 545  | 509  |

| 1900 | 1905 | 1910 | 1921 | 1926 | 1931 | 1936 | 1946 | 1954 |
| ---- | ---- | ---- | ---- | ---- | ---- | ---- | ---- | ---- |
| 504  | 520  | 532  | 511  | 524  | 497  | 470  | 445  | 499  |

| 1962 | 1968 | 1975 | 1982 | 1990 | 1999 | 2005 | 2010 | 2013 |
| ---- | ---- | ---- | ---- | ---- | ---- | ---- | ---- | ---- |
| 517  | 512  | 497  | 501  | 515  | 529  | 559  | 537  | 553  |

## Culture locale et patrimoine

### Lieux et monuments

#### Église Saint-Martin
Inaugurée en 1784, l'église Saint-Martin remplace un bâtiment plus ancien situé au bord de l'Ill et jugé à l'époque trop petit pour desservir à la fois Grentzingen, Oberdorf et Henflingen. Peu après, les trois communes copropriétaires de l'église achètent  l'orgue du couvent de Luppach construit en 1770 par le facteur allemand Blasius Bernauer. Cet orgue a été profondément remanié en 1932. En 2018-2019, l'orgue fait l'objet d'une campagne de restauration soutenue par la Fondation du patrimoine.

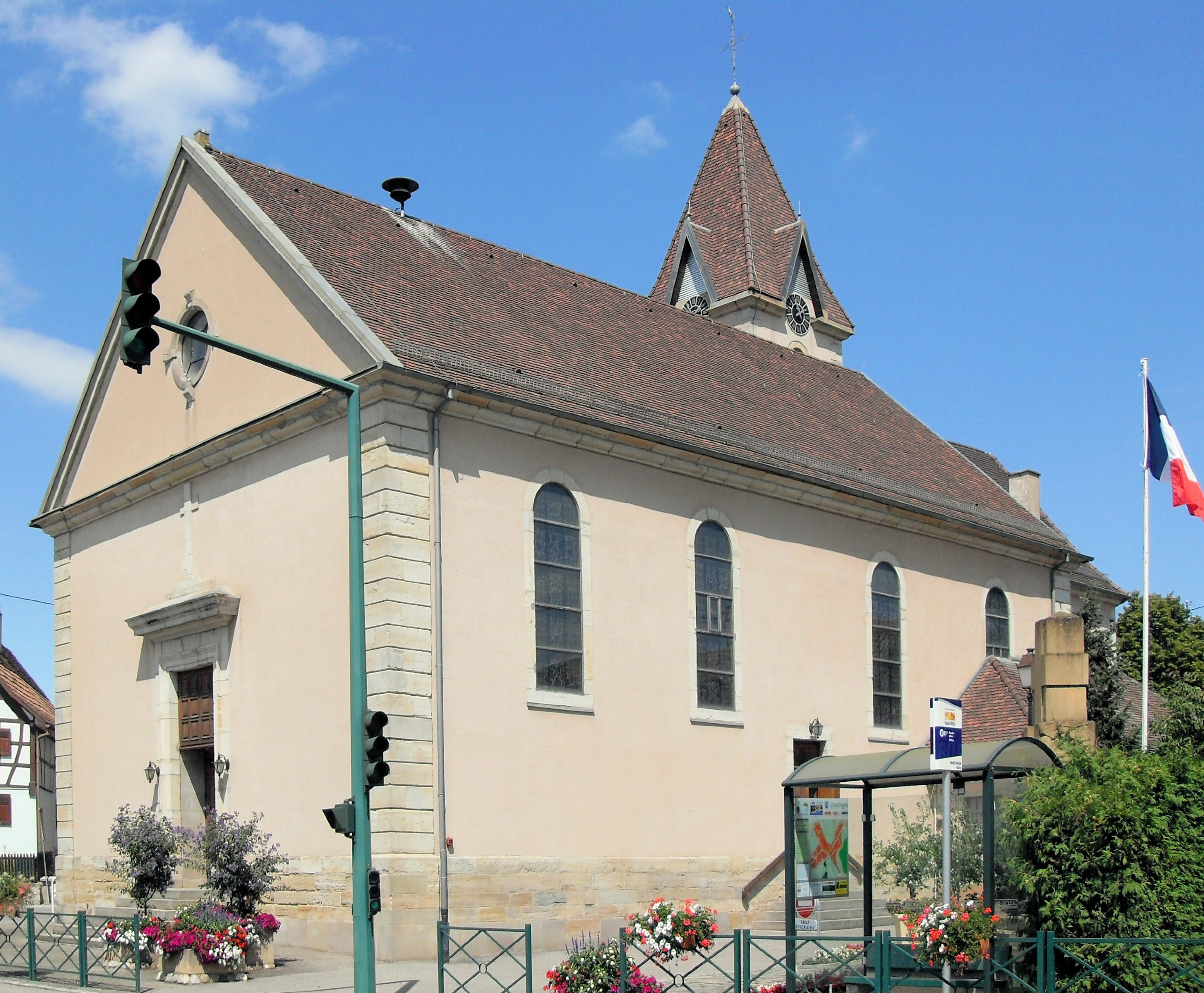
Côté ouest.
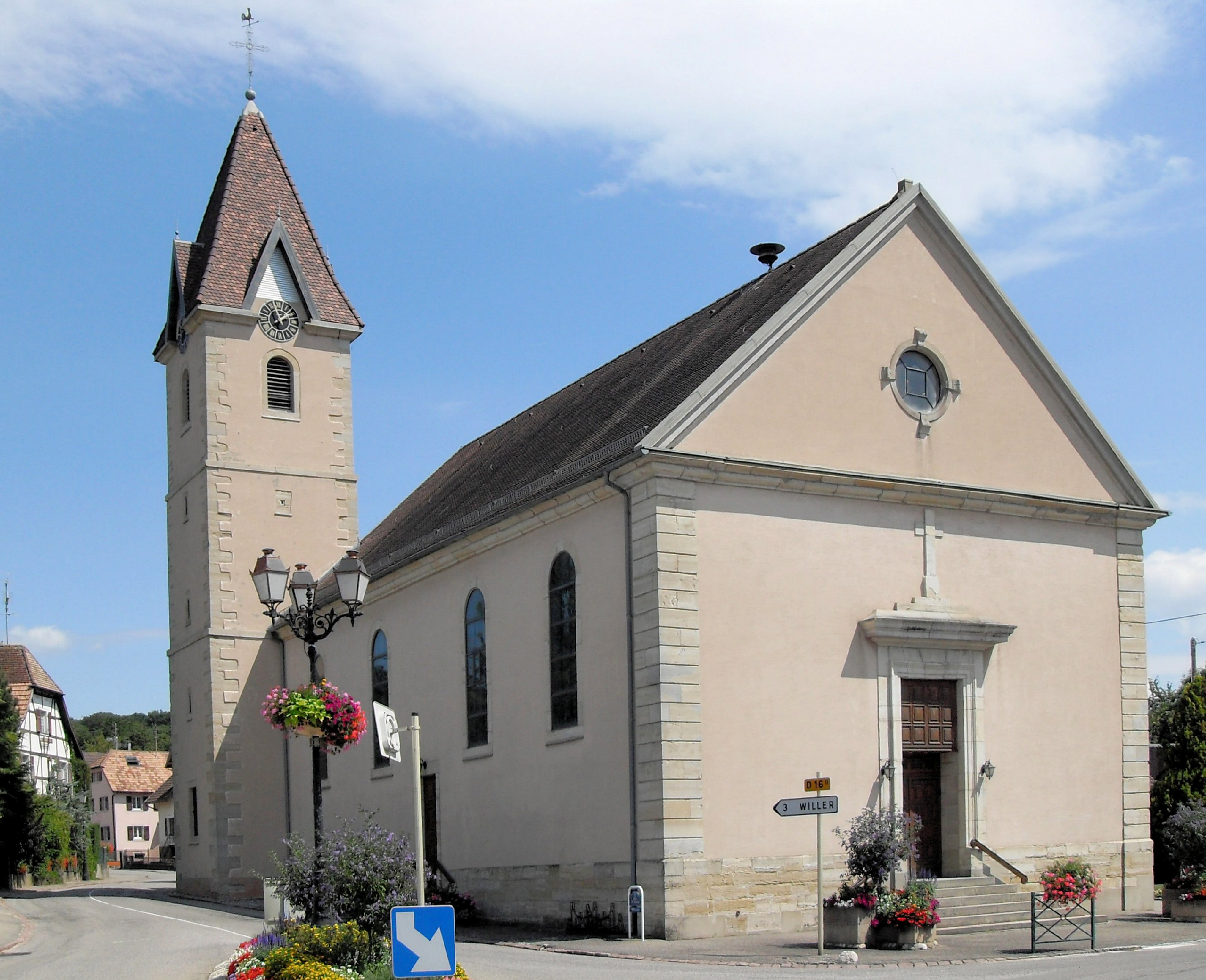
Côté sud.

#### Huilerie à manège

##### Historique
L'huilerie a été construite au milieu du troisième quart du XIXe siècle. Sept générations se sont succédé depuis. Les derniers huiliers furent Antoine et Jean Litzler.
L'interruption de l'activité dans les années 1960 est due à une forte baisse de la demande après la Seconde Guerre mondiale et à l’abandon des huiles traditionnelles de colza et de noix.
L'huilerie ne se trouve pas à proximité d'un cours d'eau puisque son activité n’était pas destinée à être aussi intense que celle d'un moulin à farine. La traction animale était apparue comme suffisante. Plus tard, l’installation a été électrifiée dès que le village a été raccordé au réseau.

##### Description du fonctionnement de l'huilerie
L'arbre principal se trouve en hauteur à gauche de l'entrée. Il était entraîné à l’origine par la force musculaire animale (cheval, âne, bœuf). L’animal était attelé à un manège dans la grange attenante à l’huilerie. De nos jours, cette infrastructure n'existe plus.

##### Le moteur
L'organe principal permettant la mise en rotation de l'arbre principal est un moteur asynchrone triphasé fonctionnant avec une tension allant de 220 à 380 volts et une intensité pouvant atteindre les 10 ampères. Ce moteur a été fabriqué par la Société alsacienne de constructions mécaniques de Belfort.
Afin d'éviter un démarrage brutal, on utilise le rhéostat ainsi que le frein sur le moteur. Le rhéostat permet d'augmenter progressivement la puissance du moteur. Le frein permet d’amener le moteur à pleine puissance. L’ensemble de ces manœuvres est nécessaire afin d’éviter de faire « sauter » la courroie de transmission. Cette façon de procéder, qui m’a elle aussi été relatée oralement, semble issue de l’expérience.
L'arbre principal permet de distribuer une énergie mécanique rotative, par des courroies, à l'une ou l'autre machine située dans l'huilerie. Il est à remarquer que les différents appareils ne sont jamais mis en mouvement simultanément.

##### Le concasseur
L'objectif du concassage est de libérer la graine oléagineuse de son enveloppe. Le concasseur comprend une trémie recevant les graines. Ces dernières sont amenées entre deux cylindres cannelés effectuant le concassage proprement dit. L'entrainement du concasseur se fait par l'intermédiaire d'une courroie reliée à l'arbre principal.

##### Les meules
Les meules sont constituées par deux cylindres de pierre, dont l'un est horizontal et fixe et l'autre vertical et mobile. Il est à remarquer que cette disposition est spécifique au moulin à huile ; dans un moulin à farine, les deux meules (la meule inférieure fixe ainsi que la supérieure mobile) sont horizontales. La meule mobile est mue grâce à un arbre vertical constituant le centre de rotation de la meule mobile. Cette dernière tourne librement sur un moyeu fixé perpendiculairement à l'arbre vertical.
Un racloir solidaire de l'axe vertical est destiné à ramener la masse de matière à presser vers la meule verticale.
L'arbre est entrainé par une roue dentée horizontale à denture conique (comprenant une centaine de dents) engrenée avec un pignon (comprenant une trentaine de dents) également à denture conique ; ainsi, roue et pignon sont perpendiculaires. Le rapport est environ d'un tiers. Ce type de denture conique permet d'avoir un maximum de rendement en comparaison à une denture droite. Le petit pignon est solidaire d'un arbre sur lequel est fixée une poulie pouvant recevoir une courroie de transmission plate. La mise en rotation de la meule est assurée par la mise en place de la courroie de transmission.

##### Le chauffoir
Le chauffoir (petit four) permet de faire monter la température de la pâte écrasée par les meules. Cette pâte est placée dans un bac cylindrique métallique. Le foyer alimenté au bois se trouve au-dessous de ce bac.
Durant sa montée en température la pâte est remuée constamment grâce à un arbre vertical qui est relié à l'arbre moteur par l'intermédiaire d'un arbre secondaire. Cet arbre secondaire n'existe plus à l’heure actuelle.
Une vanne permet de faire couler la pâte dans la caisse en bois recouverte d'une peau d'origine animale par l'intermédiaire d'un petit canal. L'opération est facilitée par l'usage d'un racloir.

##### La presse
La presse permet d'écraser la pâte refroidie. Il est à noter que cette presse a été récupérée ou achetée à une ancienne huilerie. Deux emplacements de presse sont disponibles. Une seule a été utilisée dans cette huilerie. Le bloc est posé dans la caisse métallique percée et on exerce une pression à l'aide d'un couvercle rectangulaire sur ce bloc par un bras pivotant autour d'une vis sans fin. L'huile sort par une cavité située au-dessous de la caisse métallique percée.
Lorsque la force musculaire humaine n'est plus suffisante, on utilise alors la force électromotrice du moteur par l'intermédiaire d'une chaine fixée au bout du bras de la presse.
La force imprimée au levier est transmise à la presse grâce à un « cliquet » de taille conséquente s’appuyant sur des dents.
La tension de cette chaine provient de son enroulement autour d'un arbre en bois lisse. Ce dernier est solidaire d'une roue dentée droite, elle-même entraînée par une petite roue dentée solidaire d'un arbre métallique parallèle. Ce dernier est solidaire d'une grande poulie recevant une courroie plate pouvant être solidaire de l'arbre moteur par l'intermédiaire de cette courroie. Le système est original par la présence d'un galet tendeur permettant de moduler la tension de la courroie et de la force s'y appliquant. La particularité du système réside dans le fait de permettre la désolidarisation instantanée de la courroie de l'arbre moteur lorsque le bras de la presse arrive en bout de course.

### Héraldique
| Blason de Grentzingen | Les armes de Grentzingen se blasonnent ainsi : « D'azur à deux lions assis et affrontés d'or tenant chacun un couteau d'argent. » |